# کیشا همپتون
کیشا همپتون (انگلیسی: Keisha Hampton؛ زادهٔ ۲۲ فوریهٔ ۱۹۹۰) بازیکن بسکتبال اهل ایالات متحده آمریکا است.